# Bermejo (fiume)
Il Bermejo (in spagnolo Río Bermejo) è un fiume dell'America meridionale che scorre in Bolivia e in Argentina (in particolare in quest'ultimo Paese), raggiungendo una lunghezza complessiva di 1.450 km. Tale fiume è generalmente chiamato Bermejo (cioè vermiglio per il colore rosso delle sue acque) nonostante riceva diversi nomi lungo il suo percorso. I nativi americani lo chiamano in diversi modi: dai Wichi è chiamato Teuco, in lingua guaranì Ypitá.

## Corso superiore
Il fiume nasce dalla catena montuosa nota come Sierra de Santa Vittoria nel Dipartimento boliviano di Tarija, una decina di chilometri a sud-est di Chaguaya (Bolivia) e non lontano da La Quiaca (Provincia di Jujuy, Argentina). In generale, il Bermejo scorre in direzione sud-est. Nel corso superiore, il suo principale affluente è il fiume Lipeo, mentre un po' più a valle gli affluenti maggiori sono i fiumi Grande de Tarija, Iruya e San Francisco (questi ultimi due provengono dal lato destro).

## Corso inferiore
Vicino al Tropico del Capricorno, il fiume si divide in due rami: il più piccolo e meridionale viene chiamato Bermejito (che corrisponde al vecchio letto del Bermejo) e il settentrionale (attualmente di gran lunga il più abbondante) chiamato Teuco. 
Il ramo meridionale si spinge all'interno della provincia di Chaco, in un letto molto tortuoso e spesso in secca, attraversando quasi tangenzialmente tutta la regione di El Impenetrable. Sulle sue sponde si possono ancora ammirare le rovine delle antiche città di Concepción de Buena Esperanza, San Bernardo de Vértiz e La Cangayé.
Il Teuco (o Bermejo Nuevo), invece, nel lasciare la Provincia di Salta, segna il confine fra le province del Chaco e Formosa. Prosegue il suo tragitto, sfociando infine nel fiume Paraguay, di fronte alla città di Pilar, in Paraguay.

## Bacino e portata
L'area del bacino idrografico e di 123.162 km², divisa tra la Bolivia (11.896 km²) e Argentina (111.266 km²). La grande maggioranza del suo corso si tiene in quest'ultimo Paese.
La sua portata è di circa 410 metri cubi al secondo, il 25% dovuta al fiume San Francisco.

## Navigabilità e sedimenti
Il Bermejo non è navigabile, eccetto per imbarcazioni di medie dimensioni durante i periodi di inondazione come febbraio, luglio e novembre. Alla fine del XIX secolo, sono stati compiuti numerosi tentativi per rendere praticabile la navigazione commerciale sul fiume, ma senza successo. Ciò è in gran parte dovuto al fatto che le acque del Bermejo trasportano enormi quantità di sedimenti (fino a 8 kg/m³). La concentrazione media dei sedimenti fluviali del Bermejo è una delle più alte d'America, circa 100 milioni di tonnellate all'anno. I sedimenti trasportati, di un tipico colore rosso, creano accumuli irregolari che possono anche modificare il corso del fiume, producendo piccole dighe naturali.